# فاضل وفائي
فاضل وفائي (بالإنجليزية: Fadel wafa'ay)‏ ، ولد في حلب، سوريا هو ممثل سوري، مثّل في أكثر من 84 عمل تلفزيوني وسينمائي، ونال جائزة الإخراج في مهرجان القاهرة عن برنامج (الحب في التراث العربي)، وهو عضو في نقابة الفنانين السوريين منذ عام 1978.